# 靛红
靛红（Isatin）是一种吲哚衍生物。

## 历史
靛红最早是由法国化学家奥古斯特·罗朗分离出来。1878年，阿道夫·冯·拜尔完成靛红的全合成。1880年，拜尔发展了从邻硝基肉桂酸合成靛红的方法。1883年，从邻硝基苯甲醛合成靛红的方法被拜尔申请专利。自此，以靛红为原料合成靛蓝的方法逐渐取代从植物中提取的方法，成为靛蓝的主要来源。

从邻硝基苯甲醛合成靛红的路线。
步骤为：邻硝基苯甲醛(1)与丙酮经羟醛加成得到4-羟基-4-(邻硝基苯基)-2-丁酮(2)。(2)经脱水，产生4-(邻硝基苯基)-3-丁烯-2-酮(3)。最后用碱处理成环，得到靛红(4)。

## 制取
以前靛红只可以从靛蓝制得。现今靛红可以苯甲酸衍生物为原料或通过Sandmeyer肟基乙酰苯胺靛红合成（Sandmeyer isonitrosoacetanilide isatin synthesis，下图）制取。

Sandmeyer肟基乙酰苯胺靛红合成：苯胺(1)与水合氯醛和羟胺反应产生α-肟基乙酰苯胺(2)，然后用浓硫酸处理得到靛红(3)。

2014年，谭使用催化量的铜盐催化N-烷基-2-溴乙酰苯胺，以较高的产量，较易的原料制备方法，完成了靛红的合成。[3]

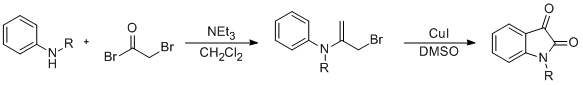

## 应用
靛红及其衍生物用作靛蓝和相关染料以及某些药物的制取原料。由于具有肝毒性，因此靛红衍生物现已不再用于医药工业。